# O Falcão Manteiga de Amendoim
The Peanut Butter Falcon (bra/prt: O Falcão Manteiga de Amendoim) é um filme de estrada de aventura e comédia dramática estadunidense de 2019 escrito e dirigido por Tyler Nilson e Michael Schwartz, e estrelado por Shia LaBeouf, Zack Gottsagen, Dakota Johnson, John Hawkes, Bruce Dern, Jon Bernthal e Thomas Igreja Haden.
As filmagens aconteceram na Carolina do Norte e na Geórgia. O filme teve sua estreia mundial na South by Southwest em 9 de março de 2019,  e teve um lançamento limitado nos cinemas nos Estados Unidos em 9 de agosto de 2019, pela RoadsideFlix. O filme se tornou um grande sucesso, arrecadando mais de US$ 23 milhões, tornando-se o filme independente de maior bilheteria do ano, e recebeu elogios da crítica.

## Elenco
- Shia LaBeouf como Tyler
- Zack Gottsagen como Zak
- Dakota Johnson como Eleanor
- John Hawkes como Duncan
- Bruce Dern como Carl
- Jon Bernthal como Mark
- Thomas Haden Church como Clint / The Salt Water Redneck
- Yelawolf como Ratboy
- Mick Foley como Jacob, o árbitro da luta de Zak e Sam
- Jake "The Snake" Roberts como Sam
- Dylan Odom como lutador

## Recepção
No Rotten Tomatoes, o filme detém uma taxa de aprovação de 96% com base em 203 avaliações, com uma média de 7,47/10. O consenso crítico do site diz: "Uma aventura agradável trazida à vida por performances notáveis, The Peanut Butter Falcon encontra uma rica ressonância moderna na ficção americana clássica". No Metacritic, o filme tem uma pontuação média ponderada de 70 de 100, com base em 28 críticas, indicando "críticas geralmente favoráveis".